# Claspettomyia nipponensis
Claspettomyia nipponensis är en tvåvingeart som beskrevs av Junichi Yukawa 1971. Claspettomyia nipponensis ingår i släktet Claspettomyia och familjen gallmyggor. Inga underarter finns listade i Catalogue of Life.